# Austin a Ally
Austin a Ally (v anglickém originále Austin & Ally) je americký sitcom vytvořený Kevinem Kopelowem a Heath Seifertem. Seriál pojednává o Austinovi Moonovi, extrovertnímu zpěvákovi a o brilantní, ale plaché, skladatelce písní Ally Dawsonové. Spolu s kamarády Trish a Dezem skládají písně, při tom se snaží Austina představit jako zpěváka.
Premiéra seriálu proběhla v USA 2. prosince 2011 na dětské stanici Disney Channel, poslední díl byl odvysílán 10. ledna 2016.

## Obsazení
Hlavní role:
- Austin Moon – Ross Lynch (v českém znění Jan Battěk) – mladý nadějný hudebník a zpěvák, který se přes noc díky Allyině písničce stal senzací, s Ally tvoří jedinečný hudební tým, který mohou narušit jen jejich vzájemné city, které si od druhé sezóny začnou uvědomovat
- Ally Dawson – Laura Marano (v českém znění Viktorie Taberyová) – mladá úžasná skladatelka a hudebnice, která všechny své songy psala do šuplíku, protože nedokázala překonávat svůj strach z vystupování, když Austin použil jednu z jejích písní a stal se senzací, jejich autorské i životní cesty se protnuly a především díky němu dokázala ve druhé sezóně svůj strach překonat a vystoupit
- Trish de la Rosa – Raini Rodriguez (v českém znění Lucie Kušnírová) – nejnestálejší osoba v okolí, brigády mění dokonce víckrát za den, jediné co jí stále zůstává je práce Austinovy manažerky a hluboké přátelství s ním, Ally a Dezem
- Dez – Calum Worthy (v českém znění Oldřich Hajlich) – bláznivý Austinův nejlepší kamarád, který dokáže vymyslet největší pitominy na světě, ale také natočit nejlepší hudební video pro své přátele

Vedlejší role:
- Lester Dawson – Andy Milder (v českém znění Svatopluk Schuller)
- Jimmy Star – Richard Whiten (v českém znění Ludvík Král)

## Písně seřazené podle abecedy
| Název                             | Umělec                                   | Epizoda                                                        | Album                           |
| --------------------------------- | ---------------------------------------- | -------------------------------------------------------------- | ------------------------------- |
| "Can't Do It Without You"         | Ross Lynch                               | Každá epizoda Albums & Auditions (akustická verze)             | Austin & Ally                   |
| "Double Take"                     | Ross Lynch                               | Rockers & Writers                                              | Austin & Ally                   |
| "Break Down the Walls"            | Ross Lynch                               | Rockers & Writers                                              | Austin & Ally                   |
| "A Billion Hits"                  | Ross Lynch                               | Kangaroos & Chaos Club Owners & Quinceaneras                   | Austin & Ally                   |
| "Not a Love Song"                 | Ross Lynch                               | Secrets & Songbooks myTAB & My Pet (akustická verze)           | Austin & Ally                   |
| "It's Me, It's You"               | Ross Lynch                               | Zaliens & Cloud Watchers Burglaries & Boobytraps               | Austin & Ally                   |
| "The Butterfly Song"              | Ross Lynch & Laura Marano & Lauren Boles | Bloggers & Butterflies Magazines & Made-Up Stuff               | N/a                             |
| "Trash Talka"                     | James Earl & Ross Lynch                  | Tickets & Trashbags                                            | N/a                             |
| "Better Together"                 | Ross Lynch                               | Managers & Meatballs Parents & Punishments                     | Austin & Ally                   |
| "You Don't See Me"                | Laura Marano                             | Deejays & Demos                                                | N/a                             |
| "Heard It on the Radio"           | Ross Lynch                               | Songwriting & Starfish                                         | Austin & Ally                   |
| "Heart Beat"                      | Ross Lynch                               | Diners & Daters Parents & Punishments                          | Austin & Ally                   |
| "Na Na Na (The Summer Song)"      | Ross Lynch                               | Everglades & Allygaters                                        | Austin & Ally                   |
| "The Way That You Do"             | Ross Lynch                               | Successes & Setbacks                                           | Austin & Ally                   |
| "Illusion"                        | Ross Lynch                               | Albums & Auditions Backups & Breakups Fresh Starts & Farewells | Austin & Ally                   |
| "Don't Look Down"                 | Ross Lynch & Laura Marano                | Costumes & Courage Presidents & Problems                       | Austin & Ally: Turn It Up       |
| "Who I Am"                        | Ross Lynch                               | Magazines & Made-Up Stuff Moon Week & Mentors                  | Austin & Ally: Turn It Up       |
| "Got It 2"                        | Ross Lynch & Trevor Jackson              | Crybabies & Cologne                                            | Austin & Ally: Turn It Up       |
| "Christmas Soul"                  | Ross Lynch                               | Austin & Jessie & Ally All Star New Year                       | Disney Channel Holiday Playlist |
| "Can You Feel It"                 | Ross Lynch                               | Austin & Jessie & Ally All Star New Year                       | Can You Feel It – Single        |
| "Face 2 Face"                     | Ross Lynch & Debby Ryan                  | Austin & Jessie & Ally All Star New Year                       | Austin & Ally: Turn It Up       |
| "No Ordinary Day"                 | Ross Lynch                               | Ferris Wheels & Funky Breath                                   | N/a                             |
| "You Can Come to Me"              | Ross Lynch & Laura Marano                | Chapters & Choices Solos & Stray Kitties Real Life & Reel Life | Disney Channel Play It Loud     |
| "I Think About You"               | Ross Lynch                               | Partners & Parachutes                                          | Austin & Ally: Turn It Up       |
| "Finally Me"                      | Laura Marano                             | Tracks & Trouble                                               | Austin & Ally: Turn It Up       |
| "The Ally Way"                    | Laura Marano                             | Viral Videos & Very Bad Dancing                                | N/a                             |
| "Steal Your Heart"                | Ross Lynch                               | Tunes & Trials                                                 | Austin & Ally: Turn It Up       |
| "Timeless"                        | Ross Lynch                               | Future Sounds & Festival Songs                                 | Disney Channel Play It Loud     |
| "Living in the Moment"            | Ross Lynch                               | Sports & Sprains                                               | N/a                             |
| "I Got That Rock and Roll"        | Ross Lynch                               | Beach Bums & Bling Moon Week & Mentors                         | Disney Channel Play It Loud     |
| "The Me That You Don't See"       | Laura Marano                             | Fresh Starts & Farewells Road Trips & Reunions                 | Disney Channel Play It Loud     |
| "Better Than This"                | Ross Lynch                               | Fresh Starts & Farewells                                       | Austin & Ally: Turn It Up       |
| "Chasin' the Beat of My Heart"    | Ross Lynch                               | Road Trips & Reunions                                          | Austin & Ally: Turn It Up       |
| "You Wish You Were Me"            | Raini Rodriguez                          | What Ifs & Where's Austin                                      | N/a                             |
| "Redial"                          | Laura Marano                             | Beach Clubs & BFFs                                             | Austin & Ally: Turn It Up       |
| "I Love Christmas"                | Ross Lynch and Laura Marano              | Mix-Ups & Mistletoes                                           | Disney Holidays Unwrapped       |
| "Austin & Ally Glee Club Mash Up" | Ensemble du casting                      | Glee Clubs & Glory                                             | Disney Channel Play It Loud     |
| "Who U R"                         | Ross Lynch                               | Austin & Alias                                                 | Austin & Ally: Turn It Up       |
| "Upside Down"                     | Ross Lynch                               | Princesses & Prizes                                            | Austin & Ally: Turn It Up       |
| "Stuck on You"                    | Ross Lynch                               | Critics & Confidence                                           | Austin & Ally: Turn It Up       |
| "Me and You"                      | Laura Marano                             | Hunks & Homecoming                                             | Austin & Ally: Turn It Up       |
| "Parachute"                       | Laura Marano                             | Records & Wrecking Balls                                       | Austin & Ally: Turn It Up       |